# Scutellinia nigrohirtula
Espèce
Synonymes
- Scutellinia hydrogeton Gamundí[2]

Scutellinia nigrohirtula est une espèce de champignons de la famille des Pyronemataceae.